# Ternana Calcio 2003-2004
Questa pagina raccoglie le informazioni riguardanti la Ternana Calcio nelle competizioni ufficiali della stagione 2003-2004.

## Stagione
Nella stagione 2003-2004 la Ternana disputa il campionato di Serie B, si tratta di un campionato anomalo a 24 squadre, con 46 giornate di campionato, retaggio del Caso Catania che si trascina dal torneo scorso. Le fere ancora affidate a Mario Beretta disputano un ottimo girone di andata, nel quale si sono piazzate in seconda posizione con 44 punti, squadra rivelazione del torneo. Poi si sono perse, nel girone di ritorno si sono praticamente fermate, a inizio aprile viene sostituito il tecnico con Bruno Bolchi, ma la Ternana non riesce più a rientrare nella corsa promozione, che prevedeva ben sei promozioni. Chiude il torneo in settima posizione con 69 punti, prima delle non promosse. Sono tre gli attaccanti rossoverdi in doppia cifra, Riccardo Zampagna con 20 reti, Massimo Borgobello con 11 reti ed il cileno Luis Antonio Jimenez con 10 reti. Nella Coppa Italia la Ternana gioca nel quinto girone di qualificazione, disputa solo la prima partita, perdendo (1-2) contro la Sambenedettese al Liberati, poi sciopera con le altre di Serie B, contro l'allargamento dei quadri, che ha stravolto il campionato cadetto.

## Rosa
| N. |                    | Ruolo | Calciatore            |
| -- | ------------------ | ----- | --------------------- |
| 1  | Italia (bandiera)  | P     | Alex Brunner          |
| 2  | Camerun (bandiera) | C     | Alain Bono            |
| 3  | Italia (bandiera)  | D     | Christian Terni       |
| 4  | Italia (bandiera)  | D     | Gianluca Grava        |
| 5  | Marocco (bandiera) | C     | Houssine Kharja       |
| 6  | Italia (bandiera)  | C     | Domenico Giampà       |
| 7  | Italia (bandiera)  | C     | Ezio Brevi            |
| 8  | Italia (bandiera)  | C     | Alessandro Frara      |
| 9  | Italia (bandiera)  | A     | Riccardo Zampagna     |
| 10 | Italia (bandiera)  | C     | Massimiliano Esposito |
| 11 | Italia (bandiera)  | C     | Claudio Ferrarese     |
| 12 | Italia (bandiera)  | P     | Tommaso Berni         |
| 13 | Italia (bandiera)  | D     | Palmiro Di Dio        |
| 14 | Nigeria (bandiera) | C     | Andrea Cossu          |
| 15 | Italia (bandiera)  | A     | Fabio Lauria          |
| 16 | Italia (bandiera)  | D     | Gennaro Scarlato      |

| N. |                          | Ruolo | Calciatore           |
| -- | ------------------------ | ----- | -------------------- |
| 17 | Cile (bandiera)          | C     | Luis Antonio Jiménez |
| 18 | Italia (bandiera)        | C     | Danilo Turazza       |
| 18 | Italia (bandiera)        | D     | Emanuele Pesaresi    |
| 19 | Italia (bandiera)        | A     | Orlando Fanasca      |
| 20 | Nigeria (bandiera)       | A     | Saidu Adeshina       |
| 21 | Italia (bandiera)        | D     | Davide Nicola        |
| 22 | Italia (bandiera)        | P     | Daniele Tazza        |
| 23 | Italia (bandiera)        | A     | Massimo Borgobello   |
| 24 | Italia (bandiera)        | D     | Massimo Paci         |
| 25 | Italia (bandiera)        | C     | Adriano D'Astolfo    |
| 26 | Italia (bandiera)        | C     | Giulio Migliaccio    |
| 27 | Liechtenstein (bandiera) | A     | Mario Frick          |
| 29 | Italia (bandiera)        | C     | Nicola Corrent       |
| 30 | Italia (bandiera)        | D     | Alberto Savino       |
| 31 | Argentina (bandiera)     | D     | Mauro Zanotti        |
| 34 | Italia (bandiera)        | C     | Antonio Candreva     |

## Risultati

### Campionato

#### Girone di andata
| Arbitro: | Dattilo (Locri) |

|             |           |                      |
| Spinesi 31’ | Marcatori | 49’ Nicola 63’ Frick |

| Arbitro: | Dondarini (Finale Emilia) |

|                           |           |  |
| Scarlato 16’ Zampagna 22’ | Marcatori |  |

| Arbitro: | Giannoccaro (Lecce) |

|                |           |                          |
| Possanzini 82’ | Marcatori | 3’ Zampagna 62’ Esposito |

| Arbitro: | Castellani (Verona) |

|                                  |           |  |
| Zampagna 37’, 74’ Borgobello 47’ | Marcatori |  |

| Arbitro: | Rosetti (Torino) |

|                           |           |              |
| Brienza 14’ Mutarelli 86’ | Marcatori | 90+2’ Kharja |

| Arbitro: | Girardi (San Donà di Piave) |

|              |           |  |
| E. Brevi 57’ | Marcatori |  |

| Terni 4 ottobre 2003, ore 20:30 7ª giornata | Ternana        | 0 – 0 | Torino | Stadio Libero Liberati\| Arbitro: \| Palanca (Roma) \| |
| Arbitro:                                    | Palanca (Roma) |       |        |                                                        |

| Arbitro: | Morganti (Ascoli Piceno) |

|                                |           |  |
| M. Esposito 18’, 65’ Suazo 21’ | Marcatori |  |

| Arbitro: | Tombolini (Ancona) |

|                           |           |              |
| Frick 7’, 88’ Jimenez 89’ | Marcatori | 24’ Oliveira |

| Arbitro: | M. Mazzoleni (Bergamo) |

|  |           |                             |
|  | Marcatori | 77’ (rig.) Kharja 87’ Frick |

| Arbitro: | Trefoloni (Siena) |

|                  |           |                         |
| Jimenez 54’, 58’ | Marcatori | 65’ Contini 75’ Moretti |

| Arbitro: | Pieri (Genova) |

|                   |           |  |
| Protti 69’ (rig.) | Marcatori |  |

| Arbitro: | Cruciani (Pesaro) |

|                                      |           |                            |
| Borgobello 40’ Jimenez 69’ Frick 84’ | Marcatori | 4’ Di Livio 68’ Manfredini |

| Arbitro: | Palanca (Roma) |

|                |           |                 |
| Borgobello 37’ | Marcatori | 8’ Mastronunzio |

| Arbitro: | Rizzoli (Bologna) |

|                  |           |                       |
| M. Vieri 6’, 60’ | Marcatori | 65’ (rig.) Borgobello |

| Arbitro: | Tombolini (Ancona) |

|                                  |           |                      |
| Zampagna 26’, 51’ Borgobello 75’ | Marcatori | 8’ Gobbi 90+3’ Ganci |

| Arbitro: | Pieri (Genova) |

|                  |           |             |
| Godeas 5’ (rig.) | Marcatori | 27’ Jimenez |

| Arbitro: | Saccani (Mantova) |

|                      |           |  |
| Zampagna 17’ Jimenez | Marcatori |  |

| Arbitro: | Morganti (Ascoli Piceno) |

|                      |           |              |
| Di Vicino 32’, 45+1’ | Marcatori | 23’ Zampagna |

| Arbitro: | Ayroldi (Molfetta) |

|           |           |                     |
| Budan 88’ | Marcatori | 87’ (rig.) Zampagna |

| Arbitro: | Bolognino (Milano) |

|          |           |  |
| Frick 9’ | Marcatori |  |

| Arbitro: | Gabriele (Frosinone) |

|  |           |           |
|  | Marcatori | 12’ Frick |

| Arbitro: | Morganti (Ascoli Piceno) |

|                             |           |  |
| Zampagna 18’, 65’ Frick 82’ | Marcatori |  |

#### Girone di ritorno
| Terni 26 gennaio 2004, ore 20:30 24ª giornata | Ternana            | 0 – 0 | Bari | Stadio Libero Liberati\| Arbitro: \| Bolognino (Milano) \| |
| Arbitro:                                      | Bolognino (Milano) |       |      |                                                            |

| Arbitro: | Ayroldi (Molfetta) |

|                                     |           |                          |
| Salvetti 11’ Dossena 32’ Myrtaj 44’ | Marcatori | 55’ E. Brevi 57’ Corrent |

| Terni 8 febbraio 2004, ore 15:00 26ª giornata | Ternana                     | 0 – 0 | AlbinoLeffe | Stadio Libero Liberati\| Arbitro: \| Girardi (San Donà di Piave) \| |
| Arbitro:                                      | Girardi (San Donà di Piave) |       |             |                                                                     |

| Arbitro: | Tombolini (Ancona) |

|                   |           |             |
| Parisi 34’ (rig.) | Marcatori | 29’ Jimenez |

| Arbitro: | Rizzoli (Bologna) |

|              |           |         |
| Zampagna 40’ | Marcatori | 7’ Toni |

| Arbitro: | Rodomonti (Roma) |

|                                            |           |                |
| Bjelanovic 13’, 42’ Caccia 37’ Cordone 57’ | Marcatori | 58’ Borgobello |

| Arbitro: | Ayroldi (Molfetta) |

|                      |           |                 |
| Rubino 42’ Fuser 69’ | Marcatori | 78’ M. Esposito |

| Arbitro: | De Santis (Roma) |

|                |           |                |
| Borgobello 39’ | Marcatori | 61’ R. Bianchi |

| Arbitro: | Preschern (Mestre) |

|             |           |                |
| Mascara 27’ | Marcatori | 13’ Borgobello |

| Terni 18 marzo 2004, ore 20:30 33ª giornata | Ternana            | 0 – 0 | Como | Stadio Libero Liberati\| Arbitro: \| Tombolini (Ancona) \| |
| Arbitro:                                    | Tombolini (Ancona) |       |      |                                                            |

| Arbitro: | Bergonzi (Genova) |

|  |           |                            |
|  | Marcatori | 25’ Jimenez 51’ Borgobello |

| Arbitro: | Dattilo (Locri) |

|                |           |                                |
| Borgobello 74’ | Marcatori | 22’ Chiellini 85’ C. Lucarelli |

| Arbitro: | Rosetti (Torino) |

|              |           |  |
| Graffiedi 8’ | Marcatori |  |

| Arbitro: | Farina (Novi Ligure) |

|                                            |           |                   |
| Cristiano 16’ Colacone 48’ Di Venanzio 79’ | Marcatori | 33’, 82’ Zampagna |

| Terni 17 aprile 2004, ore 20:30 38ª giornata | Ternana                     | 0 – 0 | Napoli | Stadio Libero Liberati\| Arbitro: \| Girardi (San Donà di Piave) \| |
| Arbitro:                                     | Girardi (San Donà di Piave) |       |        |                                                                     |

| Arbitro: | Cassarà (Palermo) |

|               |           |              |
| Reginaldo 15’ | Marcatori | 21’ Zampagna |

| Arbitro: | Bergonzi (Genova) |

|             |           |  |
| Jimenez 16’ | Marcatori |  |

| Arbitro: | M. Mazzoleni (Bergamo) |

|                                |           |                |
| D'Anna 63’ Beghetto 77’ (rig.) | Marcatori | 78’ Borgobello |

| Arbitro: | Nucini (Bergamo) |

|                  |           |                |
| Kharja 9’ (rig.) | Marcatori | 62’, 86’ Tulli |

| Arbitro: | De Santis (Roma) |

|                          |           |           |
| Corrent 21’ Zampagna 47’ | Marcatori | 38’ Budan |

| Arbitro: | De Marco (Chiavari) |

|             |           |                            |
| Rantier 86’ | Marcatori | 40’ M. Esposito 56’ Nicola |

| Arbitro: | Rodomonti (Roma) |

|                                          |           |                             |
| Zampagna 15’, 44’, 54’ Adeshina 18’, 37’ | Marcatori | 38’ Pisani 83’ (rig.) Poggi |

| Arbitro: | Cruciani (Pesaro) |

|                            |           |                  |
| D. Russo 45’ Paponetti 50’ | Marcatori | 2’, 62’ Zampagna |

### Coppa Italia
| Arbitro: | Rocchi (Firenze) |

|            |           |                         |
| Giampà 43’ | Marcatori | 30’, 79’ (rig.) Criniti |

| 26 agosto 2003 2ª giornata | Pisa | – Partita non disputata per forfait di entrambe | Ternana |  |

| 5 settembre 2003 3ª giornata | Ternana | 0 – 3 Non disputata dalla Ternana | Ancona |  |